# بذرالبنج کردی
بذرالبنج کردی (نام علمی: Hyoscyamus kurdicus) نام یک گونه از سرده بذرالبنج است.